# Sympistis opleri
Sympistis opleri là một loài bướm đêm thuộc họ Noctuidae. Nó được tìm thấy ở Wyoming.
Sải cánh dài khoảng 27 mm.